# Bohdalice-Pavlovice
Bohdalice-Pavlovice là một làng thuộc huyện Vyškov, vùng Jihomoravský, Cộng hòa Séc.